# William Jennings Bryan Dorn

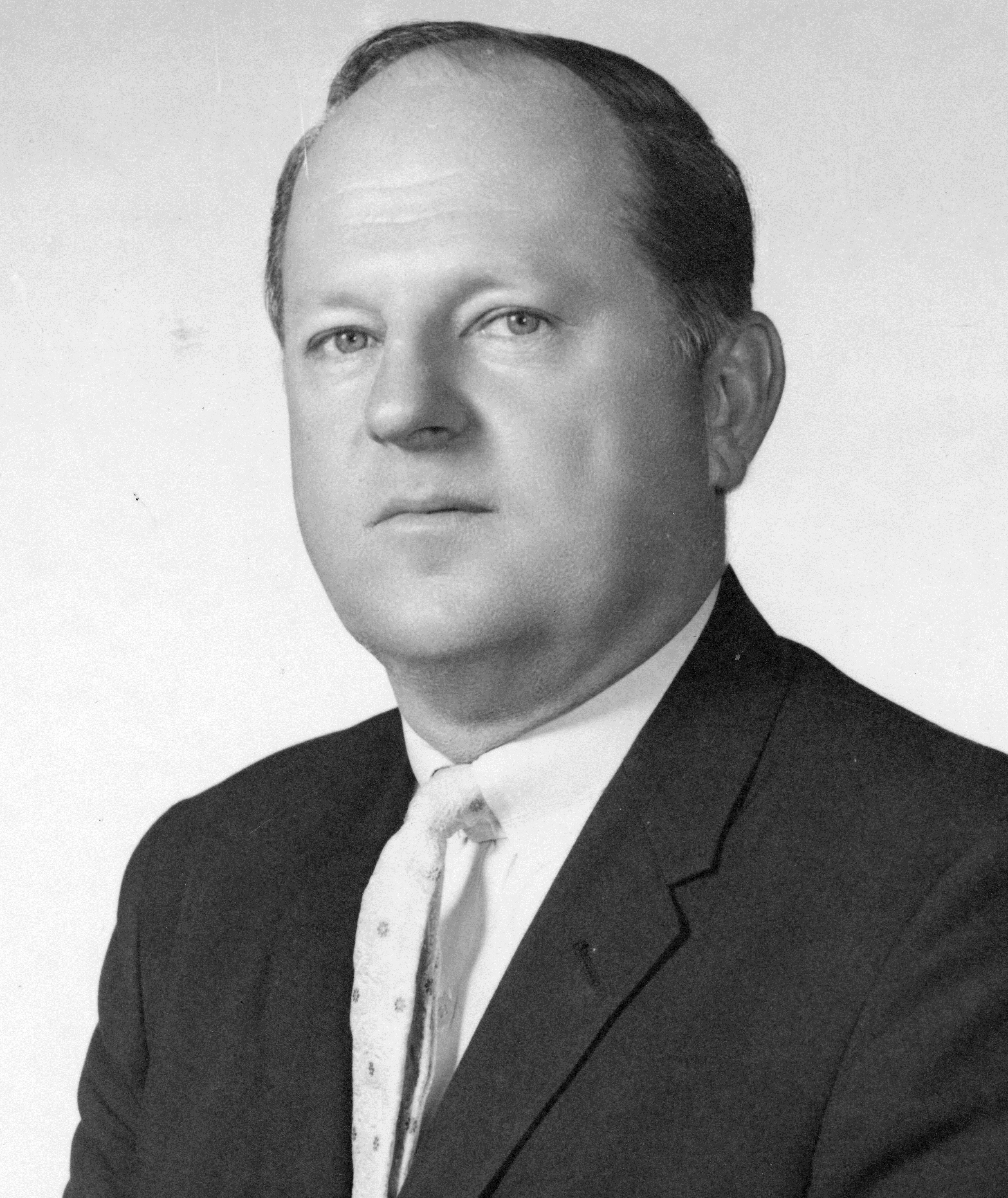
William Jennings Bryan Dorn (1969)

William Jennings Bryan Dorn (* 14. April 1916 bei Greenwood, Greenwood County, South Carolina; † 13. August 2005 ebenda) war ein US-amerikanischer Politiker. Er vertrat den Bundesstaat South Carolina als Abgeordneter im US-Repräsentantenhaus.

## Werdegang
William Jennings Bryan Dorn wurde 1916 nahe Greenwood geboren, wo er die öffentliche Schule besuchte. Man benannte ihn nach William Jennings Bryan. Dorn beschäftigte sich mit der Landwirtschaft. In den Jahren 1939 und 1940 war er Abgeordneter im Repräsentantenhaus von South Carolina. Anschließend saß er von 1941 bis 1942 im Staatssenat.
Während des Zweiten Weltkrieges verpflichtete er sich als einfacher Soldat bei den United States Army Air Forces. Dort absolvierte er seinen Dienst vom 20. Juni 1942 bis zu seiner Entlassung als Korporal am 12. Oktober 1945. Von dieser Zeit war er 19 Monate auf dem europäischen Kriegsschauplatz.

## Politik
Nach dem Krieg wurde er als Demokrat in den 80. Kongress gewählt. Seine Amtszeit belief sich vom 3. Januar 1947 bis zum 3. Januar 1949. Er kandidierte 1948 nicht erneut für den Kongress, sondern bewarb sich um die demokratische Nominierung für den US-Senat, unterlag aber Amtsinhaber Burnet R. Maybank. Danach beschäftigte er sich wieder mit der Landwirtschaft. Anschließend kandidierte er erneut erfolgreich für den Kongress und wurde noch elf weitere Male wiedergewählt. Seine Amtszeit belief sich vom 3. Januar 1951 bis zu seinem Rücktritt am 31. Dezember 1974. Er entschloss sich 1974 nicht noch einmal für den 84. Kongress zu kandidieren.
In seiner Amtszeit im Kongress war er an der Verfassung des Southern Manifesto beteiligt, das sich gegen die Rassenintegration an öffentlichen Einrichtungen aussprach. Des Weiteren war er Vorsitzender des Committee on Veterans’ Affairs (83. Kongress).
Dorn kandidierte 1974 erfolglos für den Posten des Gouverneurs von South Carolina. Er verlor die demokratischen Vorwahlen zunächst gegen Charles D. Ravenel, wurde dann aber doch Kandidat der Demokraten, weil sein Gegner nicht nachweisen konnte, bereits lange genug in South Carolina zu leben, um die Bedingungen der Staatsverfassung zu erfüllen. Bei der eigentlichen Gouverneurswahl unterlag er dann dem Republikaner James B. Edwards. 1978 versuchte Dorn wieder als demokratischer Kandidat für die Senatswahl aufgestellt zu werden, aber er schied nach einer Dreierwahl aus. Danach war er von 1980 bis 1984 Vorsitzender von South Carolinas Demokratischer Partei.
William Jennings Bryan Dorn verstarb am 13. August 2005 in Greenwood.